# سامسون

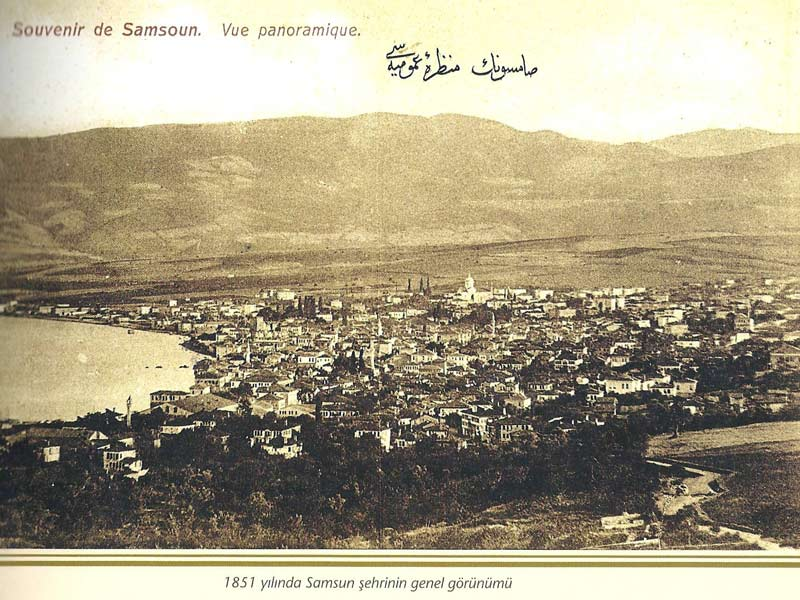
منظر عمومي لمدينة صامسون في القرن التاسع عشر الميلادي

سَمْسُون (بالتركية: صامسون/Samsun) عاصمة ولاية سمسون التركية ويبلغ تعداد سكانها حوالي 363 ألف نسمة. بها جامعتان، والعديد من معامل الصناعات الخفيفة، وقد أطلق مصطفى كمال أتاترك حرب الاستقلال التركية من مدينة صامسون سنة 1919م. وتضم المدينة ميناء هاما مطلا على البحر الأسود.

## الاسم
اسمها اليوناني السابق «أميسوس» و«سامپسونتا» (باليونانية: Σαμψούντα) ثم حورت إلى الاسم الذي عُرف في العهد العثماني سمسون.